# Branko Segota
Branko Segota, właśc. Branislav Segota (ur. 8 czerwca 1961 w Rijece) – kanadyjski piłkarz pochodzenia chorwackiego występujący na pozycji napastnika.

## Kariera klubowa
Segota karierę rozpoczynał w 1978 roku w futsalowym klubie New York Arrows z Major Indoor Soccer League (MISL). Grał tam do 1981 roku. W tym samym czasie, w latach 1979–1980 grał w piłkarskim zespole Rochester Lancers, występującym w North American Soccer League (NASL). W 1981 roku odszedł do Fort Lauderdale Strikers. Przez trzy lata zagrał tam w 84 meczach i strzelił 30 goli.
W 1984 roku został graczem zespołu Golden Bay Earthquakes. W tym samym roku rozpoczął grę dla futsalowego San Diego Sockers z ligi MISL. Grał tam do 1991 w tym czasie sześciokrotnie wygrywając z zespołem rozgrywki MISL. W międzyczasie, od 1988 do 1989 występował w piłkarskim Toronto Blizzard (rozgrywki Canadian Soccer League).
W 1991 roku przeniósł się do St. Louis Storm. Potem występował w barwach Las Vegas Dustdevils oraz Baltimore Spirit, gdzie w 1998 roku zakończył karierę.

## Kariera reprezentacyjna
W reprezentacji Kanady Segota zadebiutował 18 października 1980 w zremisowanym 1:1 meczu eliminacji Mistrzostw Świata 1982 z Meksykiem. W 1986 roku został powołany do kadry na Mistrzostwa Świata. Zagrał na nich we wszystkich meczach swojej drużyny – z Francją (0:1), Węgrami (0:2) oraz Związkiem Radzieckim (0:2), a Kanada odpadła z tamtego turnieju po fazie grupowej. W latach 1980–1988 w drużynie narodowej Segota rozegrał w sumie 19 spotkań i zdobył 2 bramki.